# Nespamedu
Nespamedu war ein altägyptischer Wesir, der am Übergang von der 25. zur 26. Dynastie lebte (Amtszeit: ca. 670 bis 660 v. Chr.).
Nespamedu stammte aus einer einflussreichen Familie. Auch sein Vater Nesipaqaschuty (C) war Wesir und sein Sohn Nespaqaschuty sollte auch Wesir werden. Seine Mutter hieß Tachaenbastet. Seine Familie stammte aus Abydos, wo Nespamedu ein bedeutendes Grab (D 57) besaß. Es handelt sich um eine der größten privaten Grabanlagen in dieser Nekropole. Nespamedu und seine Familienmitglieder ließen auch eine Reihe von Statuen im Amun-Tempel von Karnak aufstellen. Bemerkenswerterweise erscheint Nespamedu auch in assyrischen Quellen. In seine Amtszeit fällt die kurzzeitige Eroberung Ägyptens durch Aššur-bani-apli (Assurbanipal). Auf dem sogenannten Rassam-Zylinder wird von der Eroberung Ägyptens berichtet. Hier werden verschiedene lokale Herrscher genannt. Unter ihnen erscheint auch ein „Iš-pi-ma-a-tu“ von „Ta-a-a-ni“, der als „šarru“, König dieser Stadt bezeichnet wird. „Iš-pi-ma-a-tu“ ist mit einiger Sicherheit der ägyptische Name „Nespamedu“. Bei „Ta-a-a-ni“ handelt es sich mit hoher Wahrscheinlichkeit um das bei Abydos liegende Thinis. Offenbar war Nespamedu in seiner Zeit so einflussreich und bedeutend, dass er in den assyrischen Quellen als König erscheint, während er auf ägyptischen Monumenten, zwar wichtige Titel, wie den des Wesirs, trägt, aber keinerlei Königstitel führt.